# Garckea
Garckea es un género de musgos perteneciente a la familia Archidiaceae. Comprende 12 especies descritas y de estas solo 7  aceptadas.

## Taxonomía
El género fue descrito por Johann Karl August Müller y publicado en Botanische Zeitung (Berlin) 3: 865. 1845.

## Especies aceptadas
A continuación se brinda un listado de las especies del género Garckea aceptadas hasta febrero de 2015, ordenadas alfabéticamente. Para cada una se indica el nombre binomial seguido del autor, abreviado según las convenciones y usos.
- Garckea abbreviata Dixon & P. de la Varde
- Garckea comosa (Dozy & Molk.) Wijk & Margad.
- Garckea elongata Renauld & Cardot
- Garckea flexuosa (Griff.) Margad. & Nork.
- Garckea mathieui Thér.
- Garckea moenkemeyeri Müll. Hal.
- Garckea phascoides (Hook.) Müll. Hal.